# Urnenfelderzeitliches Gräberfeld Kaschenbach und Niederweis
Koordinaten: 49° 51′ 44″ N, 6° 29′ 30″ O
Das Urnenfelderzeitliche Gräberfeld Kaschenbach und Niederweis ist ein urnenfelderzeitliches Gräberfeld in den Ortsgemeinden Kaschenbach und Niederweis im Eifelkreis Bitburg-Prüm in Rheinland-Pfalz.

## Beschreibung
Es handelt sich um ein primär urnenfelderzeitliches Gräberfeld südöstlich von Kaschenbach und Niederweis in einem Waldgebiet. Das Gräberfeld liegt auf den Gemarkungen der beiden Ortsgemeinden.
Die Bestattungen stammen hauptsächlich aus der Urnenfelderzeit, wobei es auch Nachbestattungen aus der Zeit der Hunsrück-Eifel-Kultur sowie aus römischer Zeit gibt.

## Archäologische Befunde
Es handelt sich um ein großes Grabhügelfeld von insgesamt 66 einzelnen Hügelgräbern. Im Jahre 1937 untersuchte das Rheinische Landesmuseum Trier 18 der Hügel und konnte damit die Datierung in die Urnenfelderzeit vornehmen. Bei den Untersuchungen stieß man allerdings auch auf Nachbestattungen, die der jüngeren Hunsrück-Eifel-Kultur zugeordnet werden konnten. Vereinzelt lagen zudem primäre Bestattungen der HEK vor. Unter den Nachbestattungen wurden, neben denen der HEK auch einige aus römischer Zeit entdeckt. Diese entstammen dem 1. und 2. Jahrhundert n. Chr. Unter allen bekannten Funden fällt vor allem ein verzierter Bronzeachsnagel auf, der auf ein reiches Wagengrab schließen lässt. Im Bereich der Nachbestattungen wurde zudem festgestellt, dass sich diese nicht ausschließlich innerhalb der Grabhügel befinden, sondern zum Teil auch zwischen diesen. Näher untersucht wurden zwei der sekundären Bestattungen. Man beobachtete nahezu quadratische Grabgruben aus der Mitte bis zweiten Hälfte des 1. Jahrhunderts n. Chr. Gefunden wurde ferner auch eine Nertomarusfibel, die vermutlich noch älter ist und bisher keinem der Gräber zugeordnet werden konnte. Die jüngsten beobachteten Funde stammen aus dem 2. Jahrhundert n. Chr. und somit römischer Zeit.

## Erhaltungszustand und Denkmalschutz
Das Gräberfeld wurde teilweise untersucht und einige der Funde geborgen. Der Großteil des Gräberfeldes ist aufgrund der Lage innerhalb eines Waldgebietes noch vor Ort erhalten und wurde nicht gestört, da es keinen landwirtschaftlichen Einfluss gab.
Das urnenfelderzeitliche Gräberfeld ist als eingetragenes Kulturdenkmal im Sinne des Denkmalschutzgesetzes des Landes Rheinland-Pfalz (DSchG)  unter besonderen Schutz gestellt. Nachforschungen und gezieltes Sammeln von Funden sind genehmigungspflichtig, Zufallsfunde an die Denkmalbehörden zu melden.